# Rathausen
Rathausen (toponimo tedesco) è una frazione del comune svizzero di Ebikon, nel distretto di Lucerna Campagna (Canton Lucerna).

## Monumenti e luoghi d'interesse
- Ex convento di Rathausen, convento di monache cistercensi fondato nel 1245 e soppresso nel 1848, con chiesa dei Santi Maria e Giorgio; in seguito utilizzato come scuola magistrale (1849-1867), ospizio per bambini (1882-1988) e fondazione per disabili fisici gravi (dal 1990)[1].